# واردادزور، آسکران
واردادزور (به ارمنی: Վարդաձոր) سابقاً پیرجمال (به لاتین: Pircamal) یک منطقهٔ مسکونی در جمهوری آرتساخ است که در استان آسکران واقع شده‌است.